# Dibrachys goettingenus
Dibrachys goettingenus är en stekelart som beskrevs av Miktat Doganlar 1987. Dibrachys goettingenus ingår i släktet Dibrachys och familjen puppglanssteklar. Inga underarter finns listade i Catalogue of Life.